# أوزبكستان في الألعاب الأولمبية

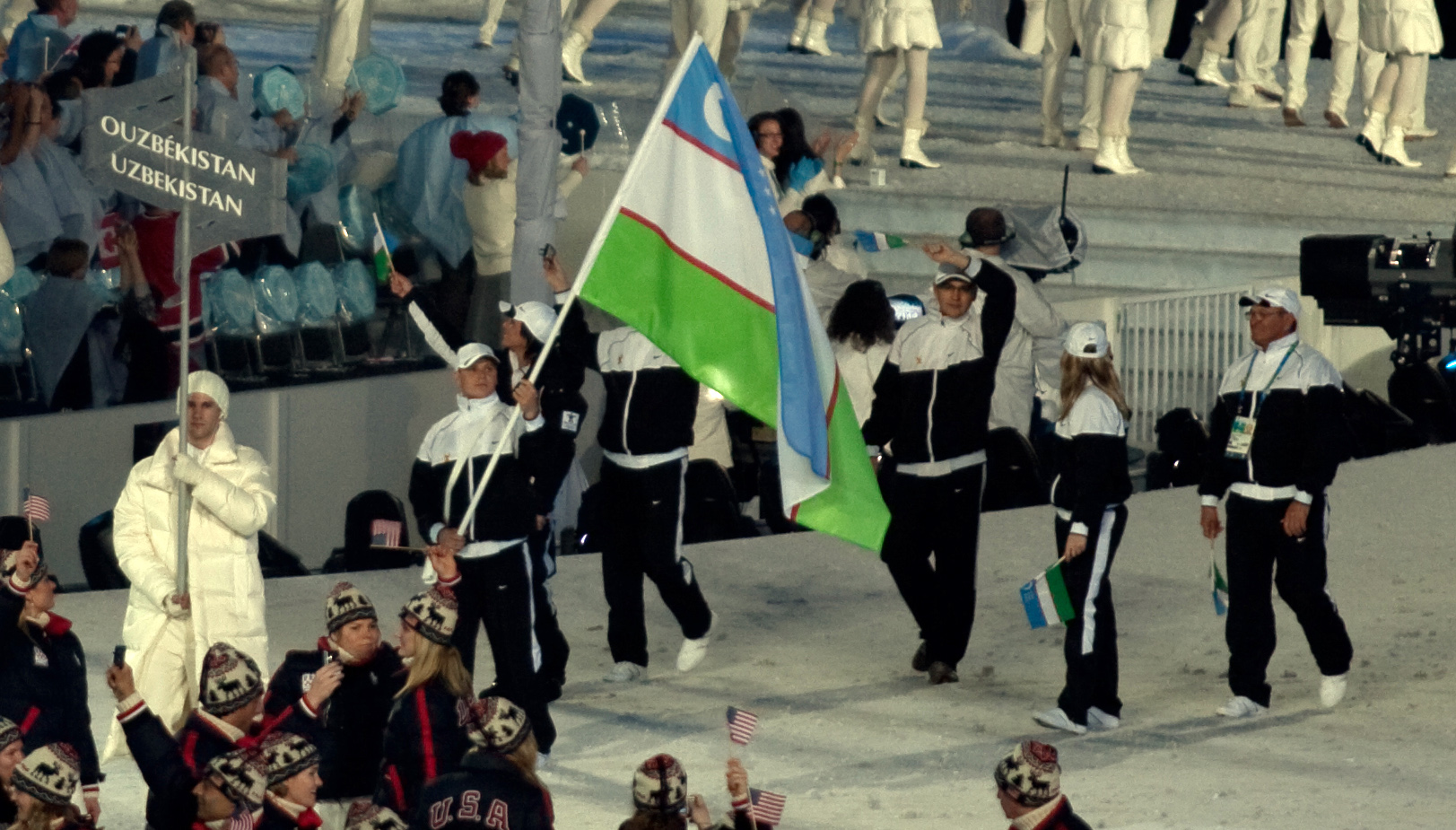
أوزباكستان فى الالعاب الاولمبية

أوزباكستان في الألعاب الأولمبية الألعاب الأولمبية هي من أهم الأحداث الرياضية في أوزباكستان، تقوم اللجنة الأولمبية لجمهورية أوزباكستان بالإشراف في شؤون مشاركة أوزباكستان في الألعاب الأولمبية، كانت أوزباكستان تشارك سابقاً في الألعاب الأولمبية كجزء من روسيا القيصرية وثم الإتحاد السوفييتي وثم الفريق الأولمبي الموحد في دورة 1992، وأول مرة إشتركت فيها أوزباكستان بعد إستقلالها في سنة 1991 كانت في دورة 1996 في أتالانتا فيالولايات المتحدة، وقد فازت أوزباكستان حتى الآن في مشوارها في الألعاب الأولمبية الصيفية بمجموع 20 ميدالية في الألعاب الأولمبية الصيفية منها 5 ميداليات ذهبية و 5 فضية و 10 برونزية ،وأكثر الرياضات التي تنافس فيها أوزباكستان هي المصارعة و الجودو و الملاكمة و الجمباز ورياضات أخرى.
في الألعاب الأولمبية الشتوية شاركت أوزباكستان أول مرة في دورة 1994 في ليلهامر في النرويج وفازت بمدالية ذهبية واحدة فقط وكانت في التزلج الحر في دورة 1994.